# Mistrovství Evropy v judu 2007
Mistrovství Evropy se konalo v Kombank Arena v Bělehradě, Srbsko, ve dnech 6.-8. dubna 2007 a kategorie bez rozdílu vah proběhla v Arena Ursynów ve Varšavě 1. prosince 2007.

## Program
Bělehrad
- PÁT - 06.04.2007 - superlehká váha (−60 kg, −48 kg) a pololehká váha (−66 kg, −52 kg) a lehká váha (−57 kg)
- SOB - 07.04.2007 - lehká váha (−73 kg) a polostřední váha (−81 kg, −63 kg) a střední váha (−70 kg)
- NED - 08.04.2007 - střední váha (−90 kg) a polotěžká váha (−100 kg, −78 kg) a těžká váha (+100 kg, +78 kg)

 Varšava
- PON - 01.12.2007 - bez rozdílu vah (muži a ženy)

## Výsledky

### Muži
| Kategorie | Zlato                  | Stříbro                 | Bronz                  | Bronz                       |
| --------- | ---------------------- | ----------------------- | ---------------------- | --------------------------- |
| −60 kg    | Ruslan Kišmachov (RUS) | Ovanes Davtjan (ARM)    | Gal Jekutiel (ISR)     | Nestor Chergiani (GEO)      |
| −66 kg    | Zaza Kedelašvili (GEO) | Miloš Mijalković (SRB)  | Tomasz Adamiec (POL)   | Benjamin Darbelet (FRA)     |
| −73 kg    | Salamu Mežidov (RUS)   | Davit Kevchišvili (GEO) | Georgi Georgiev (BUL)  | Konstantin Semjonov (BLR)   |
| −81 kg    | Robert Krawczyk (POL)  | Sergej Šundikov (BLR)   | Guillaume Elmont (NED) | Euan Burton (GBR)           |
| −90 kg    | Valentyn Hrekov (UKR)  | Irakli Cirekidze (GEO)  | Roberto Meloni (ITA)   | David Alarza (ESP)          |
| −100 kg   | Dániel Hadfi (HUN)     | Ruslan Gasymov (RUS)    | Ari'el Ze'evi (ISR)    | Frédéric Demontfaucon (FRA) |
| +100 kg   | Teddy Riner (FRA)      | Laša Gudžedžijani (GEO) | Andreas Tölzer (GER)   | Alexandr Michajlin (RUS)    |

### Ženy
| Kategorie | Zlato                         | Stříbro                    | Bronz                        | Bronz                      |
| --------- | ----------------------------- | -------------------------- | ---------------------------- | -------------------------- |
| −48 kg    | Alina Dumitruová (ROU)        | Valentina Moscattová (ITA) | Frédérique Jossinetová (FRA) | Vanesa Arenasová (ESP)     |
| −52 kg    | Telma Monteirová (POR)        | Audrey La Rizzaová (FRA)   | Petra Nareksová (SLO)        | Ilse Heylenová (BEL)       |
| −57 kg    | Isabel Fernándezová (ESP)     | Yvonne Bönischová (GER)    | Kifayət Qasımovová (AZE)     | Sabrina Filzmoserová (AUT) |
| −63 kg    | Lucie Décosseová (FRA)        | Urška Žolnirová (SLO)      | Anna von Harnierová (GER)    | Claudia Heillová (AUT)     |
| −70 kg    | Gévrise Émaneová (FRA)        | Katarzyna Piłociková (POL) | Edith Boschová (NED)         | Maryna Pryščepová (UKR)    |
| −78 kg    | Stéphanie Possamaïová (FRA)   | Vera Moskaljuková (RUS)    | Michelle Rogersová (GBR)     | Esther San Miguelová (ESP) |
| +78 kg    | Anne-Sophie Mondièreová (FRA) | Carola Uilenhoedová (NED)  | Tea Donguzašviliová (RUS)    | Lucija Polavderová (SLO)   |